# Caririaçu
Caririaçu est une municipalité brésilienne de État du Ceará. En 2010, elle compte 26 393 habitants.

## Source
- (pt) Cet article est partiellement ou en totalité issu de l’article de Wikipédia en portugais intitulé « Caririaçu » (voir la liste des auteurs).